# The Average Color of the Universe
The Average Color of the Universe är en svensk dramafilm från 2020. Filmen är regisserad av Alexandra-Therese Keining, som även skrivit manus.
Filmen hade premiär i Sverige den 7 februari 2020, utgiven av TriArt Film.

## Handling
En kvinna, spelad av Jennie Silfverhjelm har isolerat sig i ett timmerhus ute i skogen för att bearbeta sorgen efter att ha förlorat både sin make och barn. Genom korta tillbakablickande scener kartläggs ett fruktansvärt trauma.

## Rollista
- Jennie Silfverhjelm
- Zardasht Rad